# Américo Lobo
Américo Lobo Leite Pereira (Campanha, 28 de junho de 1841 — Rio de Janeiro, 1 de outubro de 1903) foi um advogado, magistrado e ex-político brasileiro.
Foi governador do Estado do Paraná entre fevereiro e agosto de 1890. Também foi senador do Brasil durante a República Velha (ou Primeira República) e ministro do Supremo Tribunal Federal.

## Biografia
Natural de Campanha da Princesa (atual Campanha), no sul de Minas Gerais, na juventude mudou-se para a capital paulista para matricular-se na Faculdade de Direito de São Paulo. Em 13 de dezembro de 1862, recebeu o diploma de bacharel em ciências jurídicas e sociais e em abril de 1863 foi nomeado Juiz Municipal e de Órfãos da cidade de Pouso Alegre (MG).
Depois de mais de 4 anos atuando como juiz, em 1867 pediu demissão do cargo para iniciar-se numa carreira política, elegendo-se deputado geral (deputado federal) pelo 5º Distrito de Campanha. Com o fim da legislatura, retornou para sua cidade natal para constituir uma "firma de advocacia". Em 1870, mudou-se para Leopoldina.
Republicano a abolicionista, com o advento da Proclamação da República do Brasil foi nomeado governador do Estado do Paraná, substituindo Uladislau Herculano de Freitas Guimarães, em fevereiro de 1890. Por pouco mais de seis meses, permaneceu no cargo, exonerando-se em 1 de agosto para candidatar-se à Constituinte. Em seu curto mandato, criou barreiras fiscais com o estado vizinho, Santa Catarina, o que não foi visto com bons olhos na capital federal.
Em 15 de setembro de 1890, foi eleito senador pelo Estado de Minas Gerais, permanecendo no cargo até 1893. Entre os projetos apresentados, propôs uma reforma monetária e foi o primeiro a indicar a mudança da moeda para "Cruzeiro" (mudança só efetivada em 1942).
Em 15 de outubro de 1894, foi indicado ao Supremo Tribunal Federal e tomo posse como ministro no dia 8 de dezembro.
Foi escolhido por José Rangel como patrono para a cadeira de nº 28 da Academia Mineira de Letras.

### Vida pessoal
Apaixonado pelas letras, escreveu poesias e sonetos e traduziu obras de Henry Wadsworth Longfellow, Molière ou Edgar Allan Poe. Também traduziu documentos de John Marshall.
Era Irmão de Fernando Lobo Leite Pereira, jurista que foi Ministro da Justiça do Brasil, e foi casado com Manoela Urbana de Queiroz Lobo, com quem teve cinco filhos, entre eles, Estevam Lobo Leite Pereira, deputado federal por Minas Gerais.
Morreu no dia 1 de outubro de 1903, aos 62 anos de idade, e foi sepultado no Cemitério São João Batista.